# وون کیون
وون کیون (انگلیسی: Won Gyun; ۱۲ فوریهٔ ۱۵۴۰ – ۲۸ اوت ۱۵۹۷) افسر (ارتش) اهل پادشاهی چوسان بود.